# Krzysztof Szuptarski
Krzysztof Szuptarski (ur. 7 lipca 1971) – polski lekkoatleta, który specjalizował się w trójskoku.
Zdobywca czterech medali na mistrzostwach Polski seniorów – ma w dorobku złoto (Kraków 1999), srebro (Kraków 2000) i dwa brązy (Bydgoszcz 1997 i (Bydgoszcz 2001). Trzeci zawodnik halowych mistrzostw Polski w 1994 i 1999, w 2000 zdobył halowe wicemistrzostwo kraju. 
Rekordy życiowe: stadion – 16,48 (3 lipca 1999, Kraków); hala – 16,08 (30 stycznia 1999, Biała Podlaska). 
Był zawodnikiem Agrosu Zamość.